# Aimershof
Aimershof ist eine Wüstung auf dem Gemeindegebiet von Weihenzell im Landkreis Ansbach (Mittelfranken, Bayern). 

## Geschichte
Der Ort wurde im Lehenbuch (1303/13) des Hochstifts Würzburg als „Eidemshof“ erstmals urkundlich erwähnt. Zu dieser Zeit hatten die Herren von Heideck zu Vestenberg die Vogtei über den Ort zu Lehen erhalten. Die Hochgerichtsbarkeit ging auf die Burggrafschaft Nürnberg über. Im burggräflichen Urbar von 1361/64 wurde der Ort als „Memerstorf“ aufgelistet. In deren Rechtsnachfolge wurde das Hochgericht vom brandenburg-ansbachischen Hofkastenamt Ansbach ausgeübt. Im Salbuch von 1434 waren die Herren von Eyb Lehensträger in „Meymershof“. Zum Lehen gehörten 80 Morgen Acker und 13 Tagewerk Wiesen. Auch der Ansbacher Gumbertusstift war im Ort begütert, wie aus einer Aufstellung, die zwischen 1442 und 1446 entstanden ist, hervorgeht. Dort wurde für „Meymerßhoff“ ein Gut angegeben. Verwaltet wurde der Grundbesitz durch das Propsteiamt Weihenzell.
Im 16-Punkte-Bericht des Fürstentums Ansbach von 1684 wurden für „Aymershof“ ein Hof und zwei Güter verzeichnet. Das Hochgericht übte nach wie vor das Hofkastenamt Ansbach aus. Die Dorf- und Gemeindeherrschaft und die Grundherrschaft über alle Anwesen hatte das Rittergut Bruckberg der Herren von Eyb inne.
Aimershof wurde wahrscheinlich im Dreißigjährigen Krieg verwüstet. 1729 verkauften Friedrich und Johann Franz von Eyb ihre Rechte an dem Ort an das Fürstentum Ansbach für 4900 fl. Der Ort galt zu diesem Zeitpunkt als unbezimmert. Zu einer Wiederherstellung des Ortes kam es offensichtlich nicht, da dieser in der Beschreibung des Oberamtes Ansbach von 1790 und des Ansbacher Kreises von 1801 sowie in den Ortsverzeichnissen des Rezatkreises von 1814, 1818 und später nicht mehr aufgelistet wird.